# میکهل کراو
میکهل کراو (استونیایی: Mihkel Kraav؛ زادهٔ ۹ فوریهٔ ۱۹۶۶) استاد دانشگاه، سیاستمدار و نماینده سابق مجلس اهل استونی است.